# Rockton (Illinois)
Rockton – wieś w Stanach Zjednoczonych, w stanie Illinois, w hrabstwie Winnebago.